# Walter Feuerlein
Walter Feuerlein (* 7. Februar 1903 in Stuttgart; † 14. April 1974 in Stolzenau) war ein deutscher Landtechniker und als Mitgründer des Deutschen Pflügerrates ein bedeutender Agrarwissenschaftler im Ackerbau.

## Herkunft
Er stammte aus der weit verzweigten und angesehenen württembergischen Familie Feuerlein und war der Sohn des Musikprofessors Ludwig Feuerlein (1870–1946). Walter Feuerlein war Urenkel des Stuttgarter Oberbürgermeisters Willibald Feuerlein und Neffe des Physikers Otto Feuerlein.

## Leben und Wirken
Nach dem Abitur in Stuttgart (1921) durchlief er eine kurze Berufsausbildung, studierte von 1922 bis 1926 an der Landwirtschaftlichen Hochschule in Berlin und schloss als Diplomlandwirt ab. Nach der ersten Tätigkeit als Rittergutsbeamter in der Ost-Prignitz folgte von 1927 bis 1929 ein Aufenthalt in den USA mit den Schwerpunkten Studium an der Universität in Minnesota, Praktikum auf Farmen in North Dakota und bei der International Harvester Company (IHC) in Milwaukee.
1929 wurde Feuerlein Sachbearbeiter in der Abteilung Entwicklung der Pflugfabrik Gebrüder Eberhardt in Ulm. Danach arbeitete er von 1940 bis 1946 als Abteilungsleiter in der Landtechnikerberatung beim Land Salzburg in Österreich. Nach kurzer Zeit als Mitarbeiter bei der Dreschmaschinenfabrik Hummel in Ehrenstein bei Blaustein begann im Jahr 1947 seine Tätigkeit in der Außenstelle Ulm des Kuratoriums für Landtechnik und Bodenbearbeitung (Vorläufer des KTBL). 1950 wurde ihm die Einführung des Leistungspflügens als Teil der landwirtschaftlichen Berufsausbildung in der Bundesrepublik Deutschland übertragen. Als letzte Stelle wechselte er 1956 ins Institut für Bodenbearbeitung der Forschungsanstalt für Landwirtschaft (FAL) in Völkenrode. Hier wirkte er bis zum Jahre 1968, in dem der Deutsche Pflügerrat (DPR) als Verein gegründet wurde, dessen Geschäftsführung Feuerlein noch bis 1974 ehrenamtlich ausübte. 
Walter Feuerlein hat in der Nachkriegszeit als Ansprechpartner für Agrarwissenschaftler und Landwirte viel geleistet, so dass sich Pflug und Schlepper zu einem fein abgestimmten Arbeitsgerät der modernen Landwirtschaft entwickelten. Feuerleins Beiträge zu den Kenntnissen über die optimale Furchentiefe und Bodenstruktur sind über Europa hinaus in alle Welt verbreitet worden. Seine Arbeit wurde von vielen Institutionen geehrt.

## Schwerpunkte der Arbeit von Walter Feuerlein
Feuerlein bearbeitete als Ackerbauwissenschaftler und Fachautor folgende Gebiete:
- Vertiefung der Ackerkrume mit Pflug und Untergrundlockerer.
- Folgen von Bodendruckschäden durch Schlepper und Ackermaschinen.
- Humusanreicherung im Boden in verschiedenen Klimazonen durch richtige Furchentiefe.
- Optimale Furchentiefe nach dem Langschen Regenfaktor.
- Minimalbodenbearbeitung ohne Pflug.
- Stoppel- und Graslandpflügen im Seeklima.
- Veröffentlichungen und Fachliteratur.
  - Landtechnischer Berichterstatter der DLG
  - Bulletin 18 FAO: Improved Methods of Tillage
  - Verlag Eugen Ulmer: „Geräte zur Bodenbearbeitung“
  - Ca. 400 Beiträge in der Landwirtschaftlichen Presse.

## Ehrenamt
- 1949–1974 Vorsitzender des Familienverbands Feuerlein[7]
- 1953 Mitbegründer der Welt Pflüger Organisation (WPO) und deutscher Vertreter in diesem Zusammenschluss
- 1956–1972 Präsident der WPO
- 1968–1974 Geschäftsführer des Deutschen Pflügerrates e. V.
- 1952–1974 Organisator von Bodenbearbeitungskonferenzen in 11 Ländern
- 1953 Organisator des ersten Weltpflügens in Deutschland

## Ehrungen
- 1960 FAO Consultant, Berater der Ernährungsorganisation der UN
- 1961 Ordre du Mérite agricole, Frankreich, überreicht durch Charles de Gaulle
- 1962 Max-Eyth-Gedenkmünze (für Verdienste um die Landtechnik)
- 1971 Verdienstkreuz am Bande der Bundesrepublik Deutschland
- Pflügerdenkmal auf dem Karlshof beim Asemwald in Stuttgart zur Erinnerung an Walter Feuerlein[6]

## Privates
Walter Feuerlein war seit 1932 verheiratet. Aus seiner Ehe gingen zwei Söhne und zwei Töchter hervor.

## Publikationen (Auswahl)
- Bodenbearbeitung im Zeichen der Technik. Vortrag vor der öffentlichen Versammlung der Acker- und Pflanzenbauabteilung der DLG in Wiesbaden, 20. Jan. 1955, zusammengestellt mit H. Frese u. W. Czeratzki, Frankfurt a. M., DLG, 1955, 39 S.
- Geräte zur Bodenbearbeitung: Grundlagen für einen rationellen Ackerbau. Ulmer Verlag, Stuttgart 1954, 161 S.; 2. Aufl., 1971, 195 S.
- Merkblatt zum Wettbewerb Leistungspflügen. AID, Bonn 1982, 23 S.